# Episiphon gazellae
Episiphon gazellae is een Scaphopodasoort uit de familie van de Gadilinidae. De wetenschappelijke naam van de soort is voor het eerst geldig gepubliceerd in 1908 door Plate.